# Дональд, Ховард
Ховард Пол Дональд (англ. Howard Paul Donald; род. 28 апреля 1968; Дройлсден, Ланкашир, Англия) — английский певец, композитор, диджей и хаус-продюсер. Участник группы Take That.

## Биография

### Детство и юность
Ховард родился в городе Дройлсден в 1968 году. Родители развелись, когда он был ещё ребёнком. У него есть три брата и сестра. Учился в начальной школе Мурсайд (Moorside Primary School), а затем в старшей школе Литтлмосс (Littlemoss High School), где получают образование около 550 мальчиков в возрасте от 11 до 18 лет.
В 16 он бросил школу, и устроился работать в покраску машин.

### Личная жизнь
Он является отцом двух дочерей из двух отдельных отношений. Его старшая дочь Грейс Мэй (06.06.1999) родилась у Виктории Пиддингтон, а его младшая дочь Лола Мэй (14.02.2005) от Мари-Кристин Муссвесселс, с которой они встречались около пяти лет, и расстались в конце 2009 года.
2 января 2015 года Ховард женился на иллюстраторе Кэти Хэлил. В августе 2015 года стало известно что пара ожидает ребёнка, который должен родиться в начале января.

## Музыкальная карьера

### 1990—1996: Take That
Найджел Мартин-Смит, выбрал Дональда, вместе с Гэри Барлоу, Марком Оуэном, Джейсоном Оранджем и Робби Уильямсом в группу Take That. Команда была сформирована в 1990 году в Манчестере и первоначально выступала в клубах и школах.
Помимо исполнения песен, Ховард и Джейсон Орандж, занимались хореографией группы. За весьма короткий промежуток (1993-96) ребята восемь раз сумели возглавить национальный хит-парад Великобритании, а их сингл «Back For Good» (1995) попал в число лучших пяти песен американского хит-парада Billboard Hot 100.
Спустя почти пятнадцать лет, в документальном фильме Take That For The Record Ховард скажет: «Если бы меня не отпустили с работы, на прослушивание, то вероятнее всего, я бы сейчас не давал вам интервью, а сидел бы перед телевизором, тыкая в него пальцем и называя всех парнишек из бойз-бендов геями».
Вскоре после прорыва на американский рынок об уходе из группы объявил Робби Уильямс, позже ставший очень популярным сольным певцом, продавшим свыше 55 миллионов своих дисков по всему миру. В феврале 1996 года оставшиеся четыре участника выпустили прощальный хит — кавер-версию песни Bee Gees «How Deep Is Your Love» — и объявили о роспуске команды.
Единственная песня, написанная Ховардом в составе Take That, носит название «If This Is Love», с альбома группы Everything Changes.

## Лид вокал в песнях Take That
- «Never Forget»
- «If This is Love»
- «Beautiful World»
- «What is love»
- «Mancunian Way»
- «Here»
- «Garden» (бридж)
- «Aliens»
- «Affirmation»
- «Give you my love»
- «These days» (бэк-вокал)
- «I Like it» (куплеты)
- «Hey Boy» (второй куплет)